# Vicente Gómez
Vicente Gómez (né au Honduras) gouverne le Salvador par intérim, en tant que sénateur désigné, du 1er au 15 février 1854. 
La fin de la période constitutionnelle du président Dueñas survient le 1er février 1854 et, faute de voix au Sénat, le corps législatif n'a pas encore été mis en place pour acter l'élection du nouveau président José María San Martin. 
Dans ce cas, le commandement suprême est transféré à l'un des sénateurs nommés par décret de l'assemblée générale du 7 mars 1853 : José María San Martín, Joaquín Eufrasio Guzmán et Fermín Paredes, mais en raison de l'absence des deux premiers et parce que le dernier était excusé pour cause de maladie, le président Dueñas, conformément aux dispositions de la loi du 12 février 1848, accepte d'appeler le sénateur de Sonsonate, Vicente Gómez, pour occuper la fonction de président, poste qu'il prend le jour même. 
L’organe législatif a été installé le 11 février et l’Assemblée générale a ouvert sa première session le 13 février, au cours de laquelle Gómez a prononcé un discours devant les représentants. Le président de l'Assemblée générale, Juan José Bonilla, l'a critiqué pour ce fait. Le lendemain, le 14 février, l'Assemblée générale a publié le décret déclarant l'élection de José María San Martín. Le décret est appliqué par Gómez le même jour, qui informe San Martín de sa nomination par l'intermédiaire du ministre général José Antonio Jiménez. 
San Martin renonce à la présidence, mais la commission nommée par l'Assemblée générale pour émettre un avis sur cette démission ne l'a pas acceptée. José María San Martín prête serment le 15 février. 